# Thomas Bligh
Pour les articles homonymes, voir Bligh.
Thomas Bligh, né le 15 janvier 1685 dans le comté de Meath, mort en août 1775 à Rathmore, est un militaire britannique, connu pour ses états de service durant la guerre de Sept Ans au cours de laquelle il a mené une série de descentes sur le littoral français. Ces opérations prirent fin, en dépit de leur succès initial, à la suite du désastre de la bataille de Saint-Cast.

## Carrière
Bligh était le fils de Thomas Bligh, un homme politique irlandais et de son épouse, née Elizabeth Napier. Au cours de son long service dans l’armée britannique, il a atteint le grade de lieutenant-général. En tant que général de brigade pendant la guerre de Succession d’Autriche, il commanda, en 1745, les troupes alliées à la bataille de Melle et mit une partie des forces défaites à l’abri.
Désigné en 1758, à l’âge de 73 ans, pour commander les descentes, il réussit, en août-septembre 1758, un premier raid sur Cherbourg, qui se solda par la capture et la destruction des fortifications de la ville. Après s’être rembarqué, il se porta vers le long de la côte de Saint-Malo où, confronté à des conditions météorologiques défavorables, il ne put faire débarquer qu’une partie de sa force, qui fut aussitôt confrontée au nombre supérieur d’une force française dépêchée en toute hâte depuis Brest. Dans sa précipitation à rembarquer ses hommes, Bligh mena une action d’arrière-garde confuse connue sous le nom de bataille de Saint-Cast qui coûta la vie à entre 750 et 1 000 personnes, avant de pouvoir finalement réussir à rembarquer ses hommes pour l’Angleterre.
De retour en Angleterre, Bligh fut mal reçu. Le roi George II refusa de le recevoir, affront énorme, et il fut l’objet de vives critiques de toute part. L’un des rares à défendre Bligh fut le jeune prince de Galles, futur George III, qui blâma à la fois le Premier ministre Thomas Pelham-Holles et son allié William Pitt de ne pas avoir défendu Bligh.

### Sources et bibliographie
- (en) Sir Egerton Brydges, Peerage of England : genealogical, biographical, and historical. Greatly augmented and continued to the present time, vol. VII, Londres, F. C. and J. Rivington et al., 1812 (lire en ligne), p. 60-61 ;
- (en) Fred Anderson, Crucible of War : The Seven Years' War and the Fate of Empire in British North America, 1754-1766, Faber and Faber, 2001, 862 p. (ISBN 978-0-571-20565-3).